# Trochocyathus mauiensis
Trochocyathus mauiensis är en korallart som först beskrevs av Vaughan 1907.  Trochocyathus mauiensis ingår i släktet Trochocyathus och familjen Caryophylliidae. Inga underarter finns listade i Catalogue of Life.